# 沼田宏文
沼田宏文（日语：／ Numata Hirofumi，1952年8月15日—），日本男子篮球运动员。他曾代表日本参加1972年夏季奥运会和1976年夏季奥运会男子篮球比赛。他在运动生涯期间因为2.04米的身高而被称为“Jumbo沼田”。